# Giorgio Scarlatti
Giorgio Scarlatti (2 de outubro de 1921 – 26 de julho de 1990) foi um automobilista italiano que participou de doze Grandes Prêmios de Fórmula 1 de 1956 até 1961. Seu melhor resultado foi o 5º lugar, dividindo o carro com Harry Schell, no GP da Itália de 1957.